# Greg Ellis
Greg Ellis (Wigan (Engeland), 21 maart 1968) is een Engels acteur.
Naast zijn werk als acteur sprak hij in films en computerspellen menig stem in.

## Films, series en spellen
- Ben 10: Synaptak
- Ben 10: Alien Force: Forever Knights
- Ben 10: Ultimate Alien: Sir Dagonet
- Trust Me: Simon Cochran
- Valentine: Ari Valentine
- Nip/Tuck: David Preston
- 24: Michael Amador
- The X-Files: The 3rd British Crewman
- Mr. Gum: Mr. Gum
- Ape Escape: Specter
- To End All Wars: Primrose
- Batman: The Brave and the Bold: Gentleman Ghost, Doctor Fate, Cavalier, Doctor Canus, Hawk, Shrapnel, Mr. Mind
- Bratz: Byron Powell, Sir Nigel Forrester
- Bratz Babyz: The Movie: Harvey
- Command & Conquer: Red Alert 3: Commander Giles Price
- CSI Crime Scene Investigation: Fotograaf
- Pirates of the Caribbean: On Stranger Tides: Lt. Cmdr. Theodore Groves
- Pirates of the Caribbean: At World's End: Lt. Theodore Groves
- Command & Conquer Red Alert 3: Uprising: Commander Giles Price
- Dirge of Cerberus: Final Fantasy VII: Cait Sith
- Dragon Age: Origins – Awakening: Anders
- Dragon Age: Origins: Cullen
- Dragon Age II: Knight Captain Cullen
- Epic Mickey: overige stemmen
- Epic Mickey 2: The Power of Two: overige stemmen
- Final Fantasy VII Advent Children: Cait Sith
- Jackie Chan Adventures: Valmont (season 3 & 4)
- Legion of Super-Heroes: Drax
- Lionheart: Richard Lionheart
- Pirates of the Caribbean: The Curse of the Black Pearl: Lt. Theodore Groves
- Titanic: Carpathia Steward
- Onimusha Blade Warriors: Keijiro Maeda
- Porco Rosso:
- Rogue Galaxy: Simon Wicard
- Star Trek: Deep Space Nine: Ekoor
- Teen Titans: Malchior
- Bones: Kevin Hollings
- The Batman: Count Vertigo
- Ty the Tasmanian Tiger: Ty
- Star Wars: Knights of the Old Republic II: Disciple
- Star Trek: Chief Engineer Olsen
- Haunting Ground: Riccardo Belli
- Star Wars: The Clone Wars: Turk
- Knight Rider: Welther
- Billy and Mandy's Big Boogey Adventure: Creeper
- Dexter: Jonathan Farrow
- God of War III: Hermes
- Final Fantasy XIV:
- G.I. Joe: Renegades: Breaker
- Scooby-Doo! Mystery Incorporated: Charles Weatlesby
- Shadows of the Damned: Johnson
- Cars 2: Nigel Gearsley
- Ultimate Marvel vs. Capcom 3: Rocket Raccoon

- Bibliothèque nationale de France: cb151120310 (data)
- International Standard Name Identifier: 0000 0003 6330 6800
- Library of Congress Control Number: no2013067513
- MusicBrainz: 3a7384cd-942a-4b65-9bdc-23bc1c56108a
- Virtual International Authority File: 225575606
- WorldCat: E39PBJcGjVHFJgGwyQJR47vvHC